# 우레시노정 (미에현)
우레시노정(嬉野町)은 미에현 이치시군에 설치되었던 정이다.